# George Meredith
George Meredith (Portsmouth, 12 de febrero de 1828-Box Hill, 18 de mayo de 1909) fue un novelista y poeta inglés durante la época victoriana.

## Biografía
Meredith nació el 12 de febrero de 1828 en Portsmouth, en el seno de una adinerada familia de Hampshire. Su madre murió cuando él tenía cinco años. A los catorce años, fue enviado a estudiar al Institut der Herrnhuter Brüdergemeine en Neuwied (Alemania), en donde permaneció dos años. Posteriormente, enseñó leyes y trabajó como procurador. Sin embargo, abandonó la profesión para dedicarse al periodismo y a la poesía poco después de casarse con Mary Ellen Nicolls, quien era nueve años mayor que él.
En 1851, publicó Poems, su primer libro, en el cual recolectaba los poemas que había publicado previamente en revistas. En 1858, su esposa lo abandonó por el pintor Henry Wallis, pero ella murió tres años más tarde. Esta experiencia lo inspiró para escribir una colección de sonetos titulada Modern Love (1862) y su primera novela The Ordeal of Richard Feverel.
En 1864, se casó con Marie Vulliamy y se mudó a Surrey. Meredith continuó escribiendo novelas y poemas, generalmente inspiradas por la naturaleza. Meredith es conocido por el uso de la comedia en sus obras, incluyendo el libro Essay on Comedy (1877) y en la novela The Egoist (1879). Muchas de sus obras criticaban la sumisión de las mujeres durante la época victoriana.
Para suplementar su salario de escritor, Meredith también trabajaba en la editorial Chapman & Hall; esto le permitió conocer y entablar amistades con numerosas personalidades literarias de la época como Dante Gabriel Rossetti, Algernon Charles Swinburne, Leslie Stephen, Robert Louis Stevenson, George Gissing y James Matthew Barrie.
Las obras de Meredith se mofan de los modales de los gentlemen, íconos de la sociedad británica, pero denuncian también la hipocresía de los modales y de las actitudes masculinas, el esnobismo, la pedantería, el redichismo, la ignorancia. Valiéndose de lo cómico, Meredith desnuda de hipocresía los defectos de las apariencias humanas en la época victoriana, sus falsas virtudes y todo el fardo de apariencias que la caracteriza. Oscar Wilde, en su ensayo La decadencia de la mentira (The Decay of lying) declara que Meredith es, con Honoré de Balzac, su novelista preferido: «Que podría definir este estilo... un caos iluminado de relámpagos». Entre sus obras más notables figuran La ordalía de Ricardo Feverel, Diana de las encrucijadas, El egoísta, La carrera de Beauchamp, Rhoda Fleming, Los comediantes trágicos, El matrimonio asombroso, etcétera. Recibió numerosos reconocimientos por su trabajo. Sucedió a Alfred Tennyson como presidente de la Society of Authors. En 1905, fue condecorado por Eduardo VII con la Orden de Mérito del Reino Unido
Meredith murió el 18 de mayo de 1909  en Box Hill (Surrey).

## Obras

### Ensayos
- Essay on Comedy (1877)

### Novelas
- Celt and Saxon (1910)
- The Amazing Marriage (1895)
- Lord Ormont and his Aminta (1894)
- One of our Conquerors (1891)
- Diana of the Crossways (1885)
- The Tragic Comedians (1880)
- The Egoist (1879)
- The Tale of Chloe (1879)
- The Case of General Ople and Lady Camper (1877)
- The House on the Beach (1877)
- Beauchamp's Career (1875)
- The Adventures of Harry Richmond (1871)
- Vittoria (1867)
- Rhoda Fleming (1865)
- Emilia in England (1864)
- Evan Harrington (1861)
- The Ordeal of Richard Feverel (1859)
- Farina (1857)
- The Shaving of Shagpat (1856)

### Poemarios
- Last Poems (1909)
- A Reading of Life (1901)
- Odes in Contribution to the Song of French History (1898)
- The Empty Purse (1892)
- A Reading of Earth (1888)
- Ballads and Poems of Tragic Life (1887)
- A Faith on Trial (1885)
- The Woods of Westermain (1883)
- Poems and Lyrics of the Joy of Earth (1883)
- Modern Love (1862)
- Poems (1851)